# Micaria croesia
Micaria croesia är en spindelart som beskrevs av Ludwig Carl Christian Koch 1873. Micaria croesia ingår i släktet Micaria och familjen plattbuksspindlar.
Artens utbredningsområde är New South Wales. Inga underarter finns listade i Catalogue of Life.